# 長官山 (長沼町・由仁町)
長官山（ちょうかんざん）は、北海道空知管内夕張郡の長沼町と由仁町の町境に存在する標高254mの山である。

## 概要
この山は、石狩平野南部に位置しており、馬追山等とともに馬追丘陵を構成している。
山頂には展望台が設置されており、山頂付近に樹林が無いことと、石狩平野に突出した地形的特徴から眺望が良く、西側には石狩平野に広がる水田越しに札幌山地（手稲山、無意根山等）を一望できるほか、北西方向には札幌市街、南西方向には支笏湖周辺の山塊（樽前山、恵庭岳等）、東側には日高山脈や夕張山地（芦別岳、夕張岳等）が見渡せる。山頂やや北にも見晴らし台（通称：マオイ文学台）があり、小説『馬追原野』の著者辻村もと子の文学碑がある。
山名は、1891年に渡辺千秋北海道庁長官（3代目）が、北海道内の視察を目的とした道内行脚を行うに際して、この山へ登頂し、当時はまだただの広い原野であった石狩平野の開拓構想を練ったことにちなんで、長沼町と由仁町の住民が「長官山」と呼んだことに由来するとされている。